# Don C. Edwards
Don Calvin Edwards (* 13. Juli 1861 in Moulton, Appanoose County, Iowa; † 19. September 1938 in London, Kentucky) war ein US-amerikanischer Politiker. Zwischen 1905 und 1911 vertrat er den Bundesstaat Kentucky im US-Repräsentantenhaus.

## Werdegang
Im Jahr 1869 zog Don Edwards mit seinen Eltern nach Erie in Kansas. Er besuchte die öffentlichen Schulen in Iowa und Kansas und studierte an der Campbell University in Holton. Danach arbeitete er in Erie in der Banken- und Versicherungsbranche. Im Jahr 1892 zog er nach London in Kentucky, wo er in das Holzgeschäft einstieg. Außerdem befasste er sich mit der Herstellung von Stiften. Darüber hinaus wurde er Präsident der National Bank of London. Zwischen 1898 und 1904 war er auch Angestellter am Bezirksgericht im Laurel County.
Edwards war Mitglied der Republikanischen Partei. Im Jahr 1908 leitete er deren regionalen Parteitag in Kentucky. Bei den Kongresswahlen des Jahres 1904 wurde er im elften Wahlbezirk von Kentucky in das US-Repräsentantenhaus in Washington, D.C. gewählt, wo er am 4. März 1905 die Nachfolge von W. Godfrey Hunter antrat. Nach zwei Wiederwahlen konnte er bis zum 3. März 1911 drei Legislaturperioden im Kongress absolvieren. Seit 1909 war er Vorsitzender des Ausschusses zur Kontrolle der Ausgaben des Außenministeriums. Bei den Wahlen des Jahres 1910 wurde er nicht bestätigt.
Nach seinem Ausscheiden aus dem US-Repräsentantenhaus arbeitete Edwards wieder im Holz- und Bankengeschäft in London. Im Juni 1912 war er Delegierter zur Republican National Convention in Chicago, auf der Präsident William Howard Taft zur Wiederwahl nominiert wurde. 1918 bewarb er sich erfolglos um die Nominierung seiner Partei für die Kongresswahlen. Er starb am 19. September 1938 in London.